# Space opera

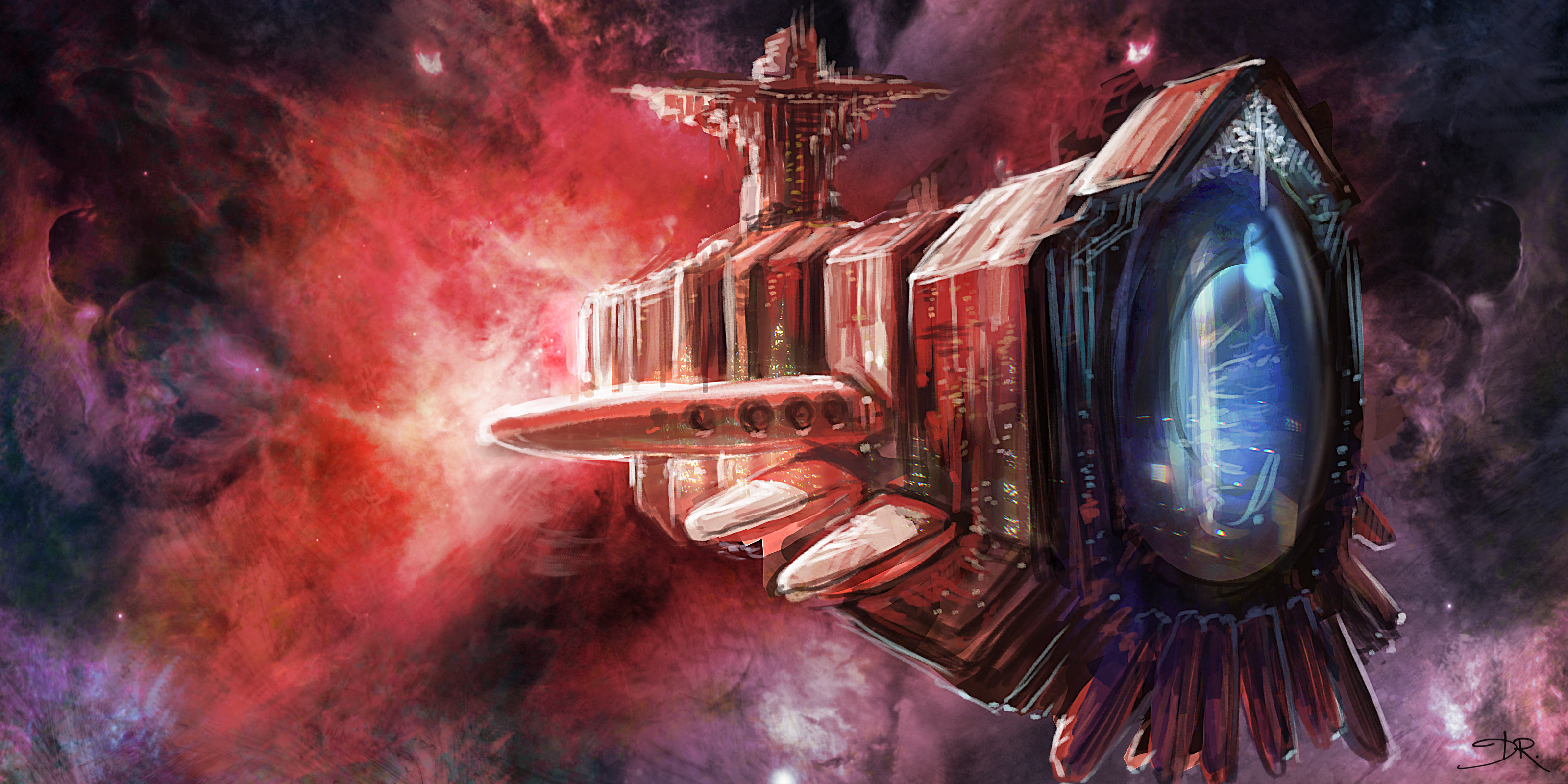
Immagine d'artista di un'astronave. Illustrazione di David Revoy.

La space opera (espressione inglese per indicare l'epopea spaziale o epica spaziale) è un sottogenere della fantascienza ambientato tipicamente nello spazio esterno, caratterizzato dall'avventura romantica e talvolta melodrammatica con viaggi interstellari e, non di rado, battaglie spaziali, in immensi universi spesso dominati da imperi galattici. Nato nella letteratura, il genere ha poi riscosso successo anche nella televisione, nel cinema e negli altri media.

## Definizione

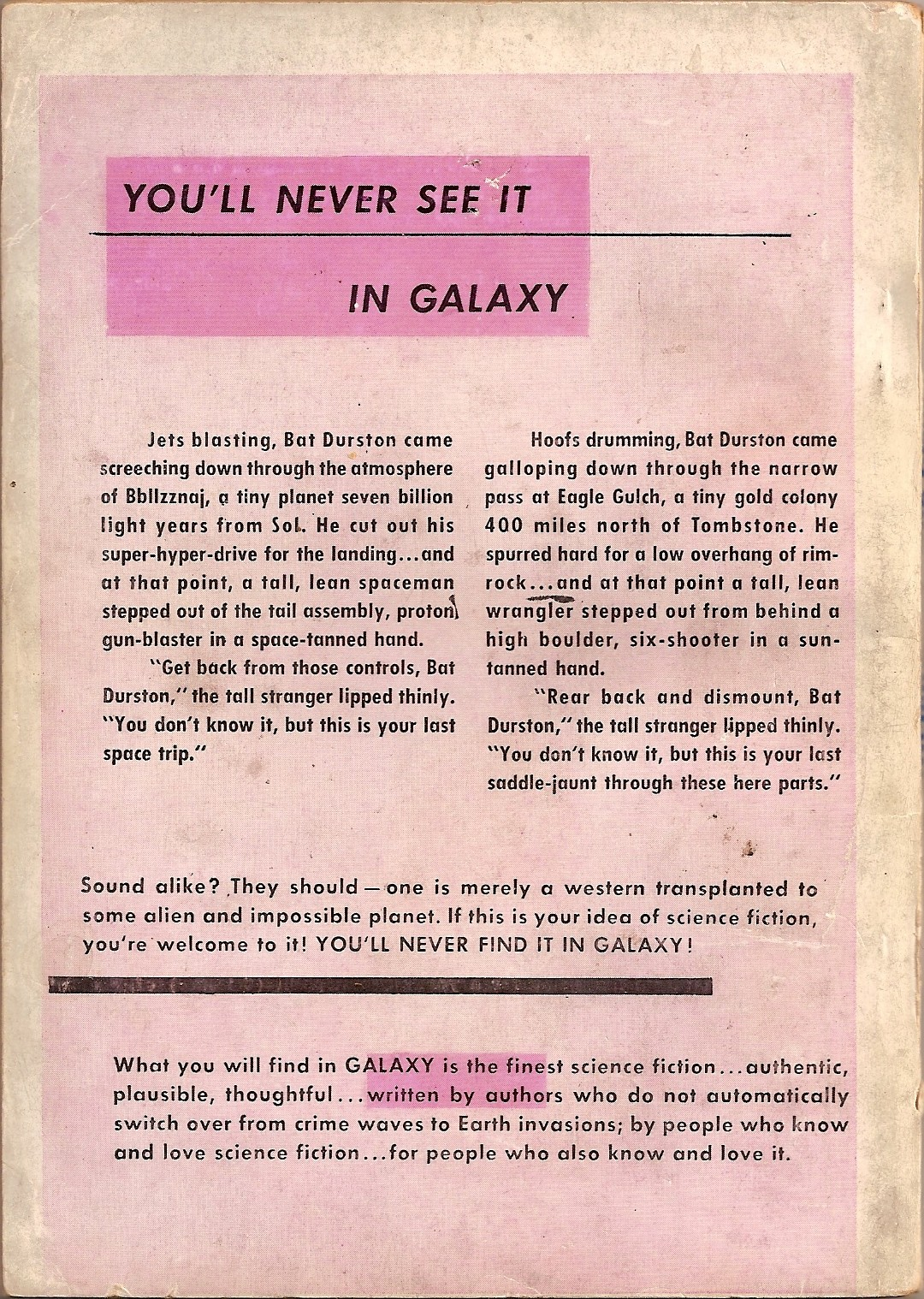
Retro della copertina di Galaxy n.1, ottobre 1950, con il titolo che riferendosi alle storie simil-western, assicura il lettore che "Non le vedrai mai in Galaxy".

Il termine "space opera" fu coniato nel 1941 dall'appassionato e futuro scrittore di fantascienza Wilson Tucker, nell'articolo di una fanzine, come termine peggiorativo. All'epoca i radiodrammi sentimentali erano divenuti popolari negli Stati Uniti col soprannome di soap opera, in quanto erano sponsorizzati dai produttori di detersivo. Tucker definì la space opera come l'equivalente fantascientifico: un'"artificiosa, rimacinata, puzzolente e logora storia d'astronavi". Ancora in precedenza, il termine horse opera era stato utilizzato come soprannome per i film western. In effetti alcuni fan e critici hanno notato che le trame delle epopee spaziali sono state a volte tratte dalle storie western e semplicemente traslate in un'ambientazione spaziale, come stigmatizzato sul retro della copertina del primo numero della rivista Galaxy Science Fiction. Ancora, a cavallo tra gli anni venti e trenta, quando la fantascienza era pubblicata nelle riviste, le storie erano spesso definite "epiche di super-scienza" (super-science epics).
A cominciare dagli anni sessanta, e largamente accettata negli anni settanta, la space opera fu ridefinita, secondo la definizione di Brian Aldiss nell'antologia dal titolo Space Opera del 1974, come - parafrasando Hartwell e Cramer - "la buona vecchia roba" ("the good old stuff"). Tuttavia subito dopo la sua ridefinizione cominciò a essere messa in discussione, ad esempio, con la pratica editoriale e commerciale di Judy-Lynn del Rey e le recensioni del marito e collega Lester del Rey: in particolare essi contestavano l'affermazione che opere spaziali fossero obsolete, così la casa editrice Del Rey Books etichettò le riedizioni di precedenti opere di Leigh Brackett come space opera. All'inizio degli anni ottanta le storie avventurose ambientate nello spazio vennero nuovamente ridefinite, allargando l'etichetta di "space opera" a opere fondamentali della cultura di massa come Guerre stellari. Fu solo nel corso degli anni novanta che si cominciò a riconoscere la space opera come un genere legittimo della fantascienza. Hartwell e Cramer definiscono la space opera come "fantascienza avventurosa colorita, drammatica su larga scala, scritta con competenza e talvolta bene, di solito incentrata su un simpatico personaggio e su una trama d'azione eroica, frequentemente ambientata in un futuro relativamente lontano e nello spazio o su altri mondi, tipicamente in tono ottimista. Spesso tratta di guerra, pirateria, virtù militari e molta azione su larga scala, grandi rischi.

### Per contrasto
Alcuni critici distinguono tra space opera e planetary romance. Dove la space opera nasce dal genere del western e dell'avventura marinaresca, il planetary romance nasce dalla tradizione del mondo perduto e delle civiltà perdute. Entrambi presentano avventure con ambientazioni esotiche, ma la space opera enfatizza il viaggio nello spazio, mentre il planetary romances è focalizzato sul mondo alieno. Da questo punto di vista, le storie con ambientazione marziana, venusiana e lunare di Edgar Rice Burroughs si possono considerare dei planetary romance (peraltro tra le prime), come pure le storie di Eric John Stark scritte da Leigh Brackett sotto l'influenza di Burroughs.
Talvolta la space opera è anche messa in contrapposizione con la fantascienza hard, in cui l'enfasi è data al progresso tecnologico e alle invenzioni, dove le ambientazioni sono attentamente lavorate per obbedire alle leggi della fisica, alla cosmologia, matematica e biologia, come ad esempio in alcune opere di Alastair Reynolds. D'altra parte molti autori riescono a combinare l'avventura spaziale con una certa accuratezza tecnico-scientifica, facendo sì che le epopee spaziali meglio scritte facciano parte a pieno titolo della migliore fantascienza.
Molti filoni della space opera si sovrappongono con la fantascienza militare, concentrandosi su battaglie spaziali su larga scala con armi avveniristiche. In storie di questo tipo, il tono militare e le tecnologie degli armamenti possono venire considerati molto seriamente. A un estremo, il genere è utilizzato per speculare sulle guerre future che coinvolgono il viaggio spaziale, o l'effetto di guerre di questo tipo sugli esseri umani; dall'altro vi sono storie in cui la trama bellica presenta ornamenti fantascientifici. Il termine "space opera militare" è occasionalmente utilizzato per identificare questo genere, nell'uso che ne fa ad esempio il critico Sylvia Kelso quando descrive il ciclo dei Vor di Lois McMaster Bujold.
La distinzione chiave della space opera dalla fantascienza militare è che il personaggio principale in una space opera non fa parte del personale militare, ma civile o paramilitare. La fantascienza militare inoltre non include necessariamente un'ambientazione come lo spazio esterno o gli altri pianeti come la space opera.

## Storia

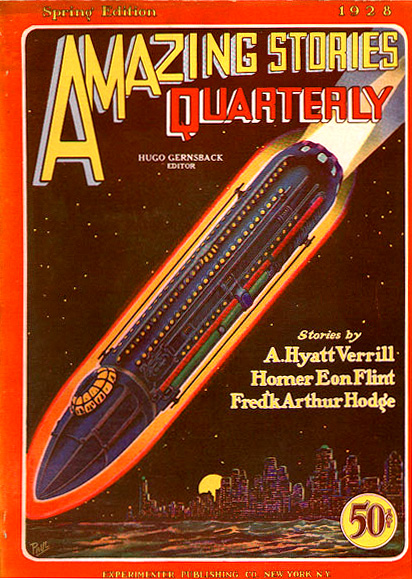
Copertina di Amazing Stories Quarterly, estate 1928.

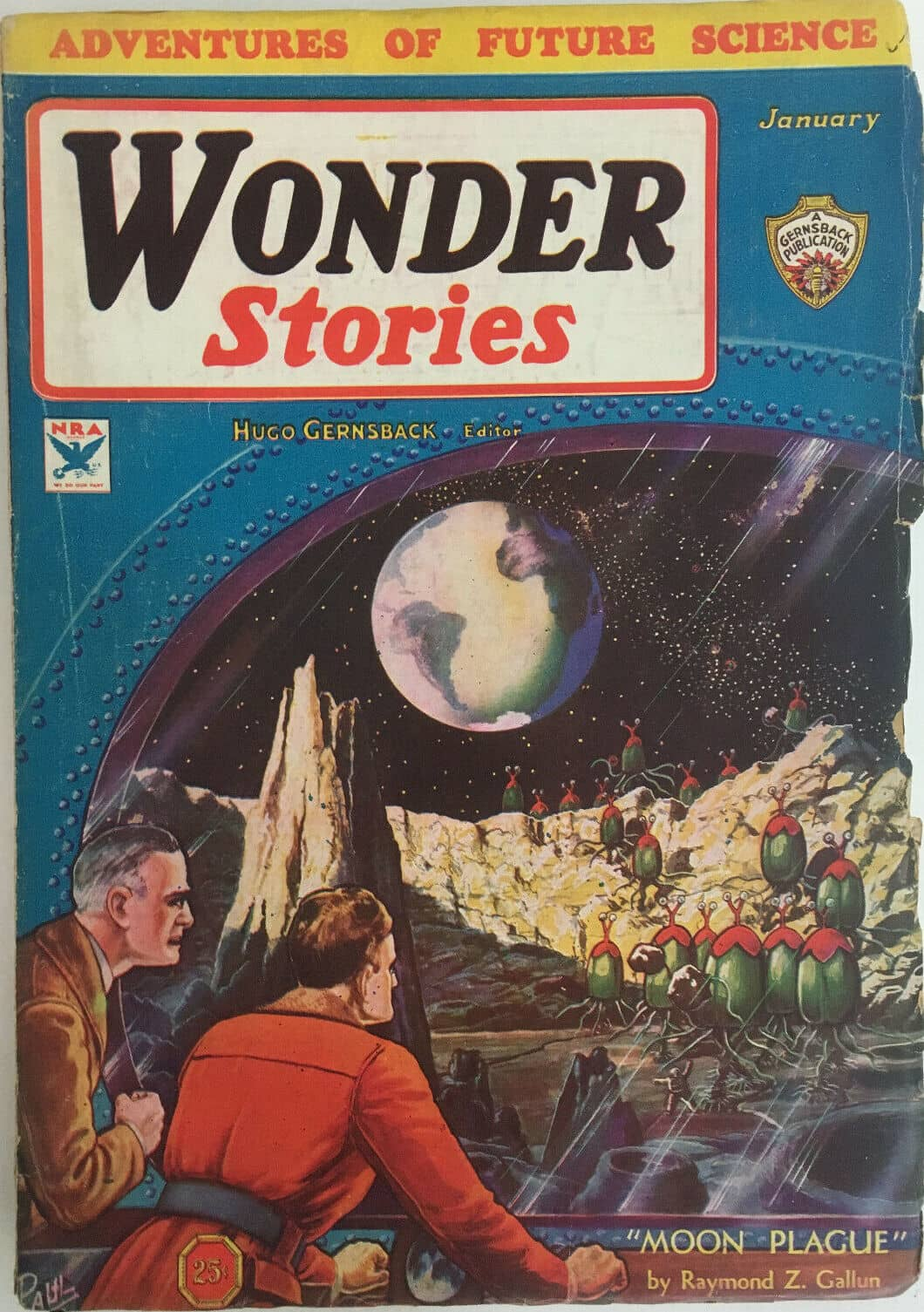
Copertina della rivista pulp Wonder Stories, gennaio 1934, con la storia Moon Plague di Raymond Z. Gallun.

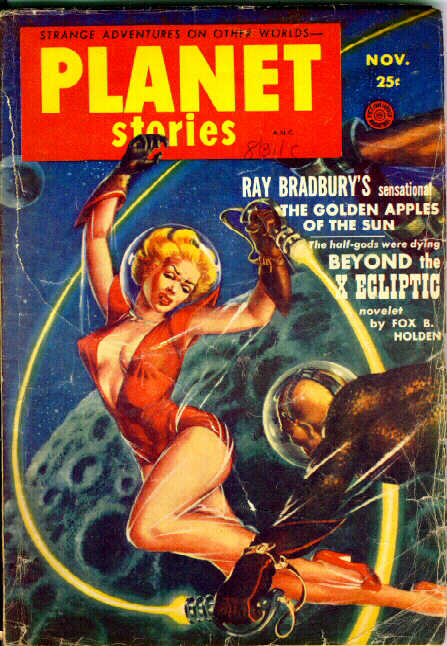
Copertina di Planet Stories, novembre 1953 (illustrazione di Kelly Freas).

Gli autori delle prime storie di space opera sono stati E. E. "Doc" Smith con le sue serie dell'Allodola dello spazio e dei Lensman, Edmond Hamilton, Jack Williamson, John W. Campbell e, qualche anno più tardi, anche Leigh Brackett.
Nel corso dell'epoca d'oro della fantascienza statunitense, le fantasiose storie di space opera erano viste in netto contrasto con il materiale terso e scientificamente plausibile che divenne dominio della fantascienza "mainstream" tipizzata dalla rivista Astounding Stories. Benché in tale epoca le space opera venissero spesso relegate al rango di puro intrattenimento per ragazzi, la loro libertà d'immaginazione e romantica ha riscosso in seguito una grande influenza sugli autori della fantascienza "New Wave" degli anni sessanta, che erano esasperati dalle limitazioni della fantascienza "hard".
Dopo la rottura delle convenzioni del genere per mano della "New Wave" e in seguito all'enorme successo del film Guerre stellari (1977), la space opera tornò a essere ancora una volta un sottogenere accettabile per la critica.
In anni più recenti, una rinascita della space opera ha prodotto qualcosa che alcuni considerano un sottogenere definito la "nuova space opera" (The New Space Opera, dal titolo di un'antologia del 2007 curata da Gardner Dozois e Jonathan Strahan). Specificamente, essa combina le proporzioni galattiche e la grandeur della space opera tradizionale con elementi della fantascienza hard, la fantascienza a carattere più spiccatamente meccanico/tecnologico. La "nuova space opera" è perciò rigorosa dal punto di vista scientifico e ambiziosa nei suoi obiettivi. Tra i praticanti del nuovo genere vi sono Stephen R. Donaldson, Dan Simmons, John Varley, David Brin, Iain Banks, Catherine Asaro, Orson Scott Card, Charles Stross, Peter F. Hamilton, Lois McMaster Bujold, M. John Harrison, Ken MacLeod, Alastair Reynolds, Mike Resnick, C. J. Cherryh, Joe Haldeman, Vernor Vinge e Greg Bear.
Nel corso degli anni tra il 1982 e il 2002 il premio Hugo per il miglior romanzo di fantascienza è stato spesso assegnato a un candidato del genere della space opera.
Il mondo degli anime, i cartoni animati giapponesi, è diventato uno dei maggiori ambienti di sviluppo per la space opera: serie come Cowboy Bebop, Gundam, Kate e Julie (Original e Flash), Seikai no monshō, Legend of the Galactic Heroes e Mobile Battleship Nadesico accrescono la popolarità di questo genere e in una certa misura lo influenzano (quello di Farscape costituisce un esempio di come gli anime possano influenzare una serie TV in corso di svolgimento).

## Caratteristiche
All'interno dei romanzi di space opera la verosimiglianza scientifica dei diversi scenari varia enormemente. In alcuni casi, la sola violazione delle leggi conosciute della fisica è il viaggio a velocità superiori a quella della luce. All'estremo opposto, capita che i protagonisti usino diversi poteri mistici e possano distruggere in un sol colpo interi pianeti o specie aliene. Altrettanto variabile può apparire la completezza e lo sviluppo dei personaggi descritti. Ad esempio, Lois McMaster Bujold e Iain Banks scrivono di conflitti dalle caratteristiche molto umane.
Una sottocategoria molto popolare di space opera riguarda poi la narrazione di grandi battaglie spaziali con armi avveniristiche. Alcune hanno un piglio del tutto militare, e delineano sistemi di armamento con grande precisione tecnologica (space opera militare o military science fiction).
Molti scrittori di fantascienza usano tuttavia varianti degli scenari delle space opera con minor contenuto militarista e xenofobia interplanetaria. Nei suoi esempi più alti, la space opera è infatti una riflessione sulle future guerre nello spazio o sui suoi effetti sul genere umano. Nei casi peggiori, consiste nell'uso di trame per nulla fantascientifiche all'interno di scenari che solo a prima vista possono apparire tali.
Molte serie televisive di fantascienza, da Battlestar Galactica a Star Trek, sono varianti di space opera. Harry Harrison e Douglas Adams ne hanno messo in burletta gli stereotipi più frequenti. Il romanzo Novilunio (The Wanderer) di Fritz Leiber racconta di una Terra coinvolta in un conflitto interstellare. Altri, come Samuel R. Delany in Nova, si ispirano a concezioni mitologiche. Il genere è stato anche oggetto di satira col racconto di Jack Vance intitolato Space Opera del 1965, in cui una compagnia operistica diffonde la cultura in pianeti che ne sono privi.

## Esempi dispace opera

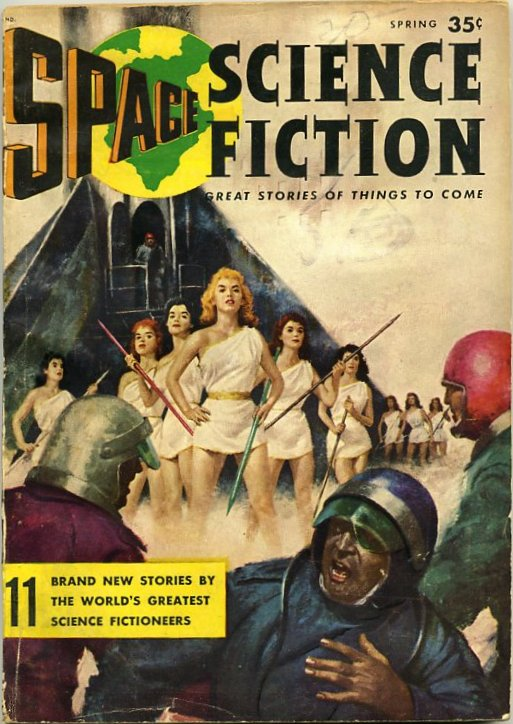
Copertina della rivista Space Science Fiction, 1957 (illustrazione di Tom Ryan).

### Narrativa
Romanzi e serie in ordine di prima pubblicazione.
- Serie dell'Allodola dello spazio[10] (Skylark, 1928–1965) e serie dei Lensman[10] (1934–1948) di E. E. Smith (prototipi per le opere successive)
- Serie di racconti di Buck Rogers (dal 1928) e altre opere di Philip Francis Nowlan[11]
- Arcot, Wade e Morey (1930–32) di John W. Campbell[12]
- Ciclo delle Fondazioni (1942–1999) e altre opere di Isaac Asimov.[13]
- Ciclo dello Spazio conosciuto (dal 1964) di Larry Niven
- Serie delle Città volanti (1957-1962) di James Blish
- Ciclo dei Dorsai (1959-1988) di Gordon R. Dickson
- Serie di racconti di Perry Rhodan (dal 1961) in tedesco di K. H. Scheer e Clark Darlton
- Serie del mondo di Rim (Rim World, dal 1961) di A. Bertram Chandler
- Ciclo di Dune (1965-1985) di Frank Herbert[14][15]
- Serie di racconti dei Berserker (1967–2005) di Fred Saberhagen[16]
- Trilogia di Dies Irae (1971) di Brian Stableford
- Serie dello Humanx Commonwealth (dal 1975) di Alan Dean Foster
- Universo della Lega e della Confederazione (1976-1997) e Foreigner universe (dal 1994) di C. J. Cherryh[17][18]
- Romanzi dell'Universo delle cinque galassie (Uplift Universe, 1980–98) di David Brin[19]
- Legend of the Galactic Heroes (1982–1989) di Yoshiki Tanaka
- Ciclo di Ender (dal 1985) di Orson Scott Card[20]
- Ciclo dei Vor (Vorkosigan Saga, dal 1987) di Lois McMaster Bujold[19]
- Ciclo della Cultura (The Culture, 1987–2012)[21] e il romanzo The Algebraist (2004)[22] di Iain M. Banks
- Serie del Liaden universe (dal 1988) di Sharon Lee e Steve Miller
- Canti di Hyperion (1989–1996) di Dan Simmons[23]
- The Gap Cycle (1990–1996) di Stephen R. Donaldson
- Sequenza Xeelee (Xeelee Sequence, dal 1991) di Stephen Baxter
- Serie dell'Honorverse (dal 1992) di David Weber[24]
- Serie Zones of Thought (dal 1992)[23][25] di Vernor Vinge
- Cicli dell'Universo delle Familias Regnant (dal 1993) e Vatta's War (i Mercanti Vatta, dal 2003)) di Elizabeth Moon
- Saga dell'impero skoliano (Skolian Saga, dal 1995) di Catherine Asaro
- Seikai no monshō (anche noto come Crest of the Stars, dal 1996) di Hiroyuki Morioka[26]
- Ciclo della Rivelazione (Revelation Space, 2001–2009) di Alastair Reynolds[27]
- Dread Empire's Fall (2002–2005) di Walter Jon Williams[28]
- Saga of Seven Suns (2002–2008) e The Saga of Shadows (dal 2014) di Kevin J. Anderson[29]
- Luce dell'universo (Light, 2002) di M. John Harrison
- Serie di Eschaton (dal 2003) e Saturn's Children (2008) di Charles Stross
- Commonwealth Universe (2004–2005) e trilogia de L'alba della notte (The Night's Dawn)[30] (1996–1999) di Peter F. Hamilton[31]
- The Lost Fleet (dal 2006) di Jack Campbell[32]
- Serie Spiral Arm (dal 2007) di Michael F. Flynn[33]
- The Expanse (dal 2011) di James S. A. Corey
- I Figli del Tempo (2015) di Adrian Tchaikovsky

### Fumetti e serie animate

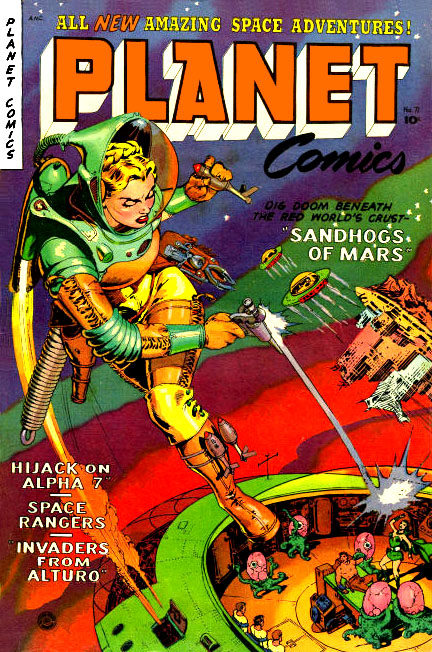
Copertina della rivista a fumetti Planet Comics n.71, 1953 (illustrazione di Bill Discount)

- Serie di Flash Gordon (al 1934) di Alex Raymond e altri
- Lanterna Verde (dal 1940) e la saga del Quarto Mondo (dal 1970) della DC Comics
- Jeff Hawke (1954-1974) di Sydney Jordan
- Silver Surfer (dal 1966), i Guardiani della Galassia (Guardians of the Galaxy, dal 1969), Annihilation (2006-2007) e altri della Marvel Comics
- Valérian (dal 1967) di Pierre Christin e Jean-Claude Mézières
- Storie dello spazio profondo (dal 1969) di Bonvi (disegni) e Francesco Guccini (testi)[34]
- Adam Warlock (1975–1977, Marvel) e Dreadstar (1980–1988, Epic) di Jim Starlin
- Nemesis the Warlock e The Ballad of Halo Jones della 2000 AD.
- Alien Legion (1983, Epic Comics) di Carl Potts e Alan Zenets.
- Capitan Harlock (dal 1977) di Leiji Matsumoto
- Verso la Terra... (Toward the Terra, 1977-1980) di Keiko Takemiya
- Cobra (1978-1984) di Buichi Terasawa (manga)
- Gundam (dal 1979) di Yoshiyuki Tomino
- L'Incal (dal 1981) e l'universo dei Metabaroni (dal 1992) di Alejandro Jodorowsky
- Nexus (dal 1981) di Mike Baron e Steve Rude
- Fortezza superdimensionale Macross (Macross, 1982), anime
- Robotech (1985)
- Ciclo di Cyann (dal 1993) di François Bourgeon
- Mobile Battleship Nadesico (1996)
- Outlaw Star (1997)
- Cowboy Bebop di Shin'ichirō Watanabe (1998-1999), anime
- Seikai no monshō (anche noto come Crest of the Stars, dal 1999) (dalla serie di light novel del 1996), Seikai no senki (anche noto come Banner of the Stars, 2000) e Seikai no senki II (2001) di Morioka Hiroyuki
- Saga (dal 2012) di Brian K. Vaughan
- Space Dandy (2014) diretto da Shinichirō Watanabe

### Cinema

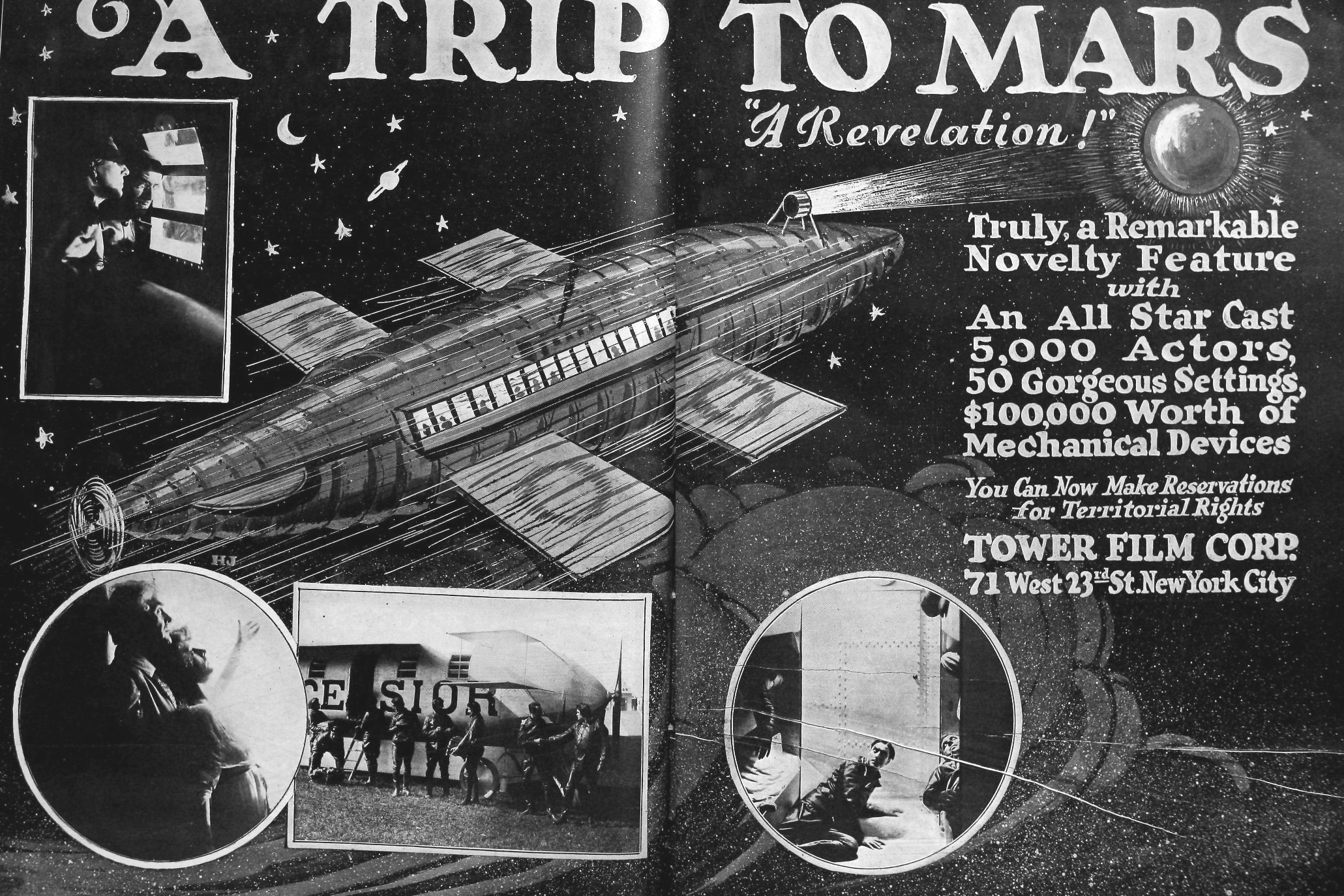
Pagina pubblicitaria per l'edizione in inglese del film danese Himmelskibet (Motion Picture News, 19 luglio 1920).

- Himmelskibet di Holger-Madsen (1918), film danese tratto dal romanzo di Sophus Michaëlis che narra di un viaggio in astronave sul pianeta Marte, è stato citato come il primo esempio di space opera cinematografica.[35]
- Cittadino dello spazio (This Island Earth, 1955), regia di Joseph M. Newman e Jack Arnold (non accreditato)
- La serie di Guerre stellari (iniziata nel 1977), regia di George Lucas
- The Black Hole - Il buco nero (1979), regia di Gary Nelson
- Dune (1984), regia di David Lynch
- Stargate (1994), regia di Roland Emmerich
- Starship Troopers - Fanteria dello spazio (1997), regia di Paul Verhoeven
- The Chronicles of Riddick (2004), regia di David Twohy

### Teatro
- Kai, Death of Dreams, un'opera lirica

### Televisione
- Andromeda (Gene Roddenberry's Andromeda), da un'idea di Gene Roddenberry
- Le fantastiche avventure dell'astronave Orion (Raumpatrouille - Die phantastischen Abenteuer des Raumschiffs Orion)
- Babylon 5, ideata da J. Michael Straczynski
- Blake's 7, ideata da Terry Nation
- The Expanse, di James S. A. Corey
- Farscape, ideata da Rockne S. O'Bannon
- Firefly, ideata da Joss Whedon
- Battlestar Galactica, ideata da Glen A. Larson
- Spazio 1999, serie TV italo britannica ideata nel 1973 da Gerry e Sylvia Anderson
- Stargate SG-1, Stargate Atlantis e Stargate Universe
- Star Trek, ideata da Gene Roddenberry

### Giochi
- Traveller, primo gioco di ruolo di fantascienza, creato da Marc W. Miller[36]
- Space Opera, gioco di ruolo ideato da E. Simbalist, M. Ratner & P. Mc Gregor.[36]
- Warhammer 40.000, wargame tridimensionale
- BattleTech
- Sins of a Solar Empire
- StarCraft, videogioco di strategia in tempo reale sviluppato dalla Blizzard Entertainment
- Spelljammer, l'ambientazione a tema spaziale di Dungeons & Dragons
- Halo, videogioco sparatutto sviluppato da Bungie
- Homeworld
- Master of Orion
- Mass Effect, trilogia di videogiochi sviluppata dalla BioWare e distribuita dalla Electronic Arts, arricchita da romanzi e fumetti
- Metroid della Nintendo
- la serie di Ratchet & Clank
- Infinite Space
- la serie di Space Quest
- Star Control
- Star Ocean
- Wing Commander
- Starfield, ambizioso videogioco di ruolo della Bethesda
- Honkai: Star Rail